# Markus Eder
Markus Eder (né le 30 novembre 1990 à Brunico) est un skieur acrobatique italien. Il a participé aux Jeux olympiques d'hiver de 2014 à Sotchi dans la discipline du slopestyle.